# Cyrtandra
Cyrtandra es un género con 1070 especies de plantas  perteneciente a la familia Gesneriaceae. Comprende 1134 especies descritas y de estas, solo 714 aceptadas. Se encuentra desde las Islas Nicobar y sur de Tailandia  a través de Malasia al sur del Océano Pacífico y las Islas Hawái.

## Descripción
Son arbustos hierbas, a veces, pequeños árboles. Los tallos cilíndricos o angulares, usualmente erectos o ascendentes, ramificados o sin ramas. Las hojas opuestas, con peciolos cortos o largos, la lámina de tamaño variable, desde estrecha lanceolada a  suborbicular, márgenes enteros o  dentados. Las inflorescencias en cimas axilares, con corto o largo pedúnculo. Sépalos 5. Corola  campanulada o tubular. Fruto indehiscente, oblongo, ovoide o globoso, coriáceo o carnoso.

## Taxonomía
El género fue descrito por J.R.Forst. & G.Forst.  y publicado en Characteres Generum Plantarum 3. 1775. La especie tipo es: Cyrtandra biflora J.R. & G. Forst.
Etimología
Cyrtandra: nombre genérico que deriva de las palabras griegas κυρτος, kyrtos = "curvado, tortuoso", y ανδρος, andros = "macho", aludiendo a los curvados filamentos de los estambres.

## Especies seleccionadas
- Cyrtandra aclada Merr.
- Cyrtandra acmule H.St.John
- Cyrtandra acriserrata H.St.John
- Cyrtandra acuminata Wall.
- Lista de especies